# Предоре (Бергамо)
Предоре (итал. Predore) је насеље у Италији у округу Бергамо, региону Ломбардија.
Према процени из 2011. у насељу је живело 1845 становника. Насеље се налази на надморској висини од 194 м.

## Становништво
Према резултатима пописа становништва 2011. у општини је живело 1.859 становника.
| 1931. | 1936. | 1951. | 1961. | 1971. | 1981. | 1991. | 2001. | 2011. |
| ----- | ----- | ----- | ----- | ----- | ----- | ----- | ----- | ----- |
| 1.394 | 1.307 | 1.362 | 1.394 | 1.559 | 1.644 | 1.628 | 1.776 | 1.859 |